# Grand Prix de Tennis de Lyon 1992
Il Grand Prix de Tennis de Lyon 1992 è stato un torneo di tennis giocato sul cemento indoor. Si è giocato al Palais des Sports de Gerland di Lione in Francia. È stata la 6ª edizione del torneo, che fa parte della categoria ATP World Series nell'ambito dell'ATP Tour 1992. Il torneo si è giocato dal 19 al 26 ottobre 1992.

## Campioni

### Singolare maschile
Pete Sampras ha battuto in finale  Cédric Pioline con il punteggio di 6–4, 6–2

### Doppio maschile
Jakob Hlasek /  Marc Rosset hanno battuto in finale  Neil Broad /  Stefan Kruger con il punteggio di 6–1, 6–3